# Stefan Kiraj
Stefan Kiraj, född 1998, är en tysk kanotist.
Han tog bland annat VM-brons i C-1 4 x 200 meter i samband med sprintvärldsmästerskapen i kanotsport 2011 i Szeged.